# Xuanpingbu
Xuanpingbu (kinesiska: 宣平堡乡, 宣平堡) är en socken i Kina. Den ligger i provinsen Hebei, i den norra delen av landet, omkring 170 kilometer nordväst om huvudstaden Peking. Antalet invånare är 10 342. Befolkningen består av 5 050 kvinnor och 5 292 män. Barn under 15 år utgör 16,0 %, vuxna 15-64 år 73 %, och äldre över 65 år 10,0 %.
Genomsnittlig årsnederbörd är 601 millimeter. Den regnigaste månaden är juli, med i genomsnitt 150 mm nederbörd, och den torraste är december, med 3 mm nederbörd.